# Morar Cantonment
Morar Cantonment is een kantonnement in het district Gwalior van de Indiase staat Madhya Pradesh. 

## Demografie
Volgens de Indiase volkstelling van 2001 wonen er 38.881 mensen in Morar Cantonment, waarvan 59% mannelijk en 41% vrouwelijk is. De plaats heeft een alfabetiseringsgraad van 67%. 